# Sturlungar
Gli Sturlungar erano un potente clan familiare dell'Islanda durante il XIII secolo, al tempo dello Stato libero d'Islanda; la loro storia è in parte narrata nella Sturlunga saga (che in islandese significa "Saga degli Sturlungar"), e i membri di questo clan ebbero un ruolo rilevante nella guerra civile islandese scoppiata durante la cosiddetta Epoca degli Sturlungar (1220-1264).
Gli Sturlungar erano estremamente ricchi ed influenti. Essi controllavano Vesturland (Islanda occidentale), Vestfirðir (Islanda nord-occidentale) e Norðurland eystra (Islanda nord-orientale).
Il capostipite degli Sturlungar fu Hvamm-Sturla Þórðarson, che gli studiosi ritengono essere nato intorno al 1115; egli ereditò il suo goðorð (parola che in islandese indica l'area di influenza di un clan guidato da un goði) da suo padre Þórður Gilsson. Sturla si scontrò più volte con Einar Þorgilsson di Staðarhóll e con molti altri capi. Jón Loftsson, un uomo molto rispettato, fece da mediatore in una di queste dispute, e a seguito dell'aiuto fornito a Sturla in questa occasione ottenne di diventare il precettore di suo figlio, Snorri Sturluson, che in seguito divenne il più influente degli Sturlungar e anche il più famoso grazie alle sue opere letterarie (fu l'autore dell'Edda in prosa); Snorri aveva due fratelli, Þórður e Sighvatur.
I discendenti di Sturla giocarono un ruolo importante durante la Sturlungaöld e la guerra civile di quegli anni: in particolare ne furono protagonisti i suoi figli Snorri e Sighvatur ed il figlio di quest'ultimo, Þórður kakali Sighvatsson. Un altro membro importante degli Sturlungar di quest'epoca fu il figlio di Þórður, Sturla Þórðarson, che combatté contro Þórður kakali; Sturla scrisse l'Íslendinga saga (la sezione più lunga della Sturlunga saga), lo Sturlubók (la versione più antica del Landnámabók) e la Hákonar saga gamla (la storia di re Haakon IV di Norvegia, sotto cui avvenne l'annessione dello Stato libero d'Islanda al suo regno dopo la firma del Gamli sáttmáli), mentre alcuni studiosi gli attribuiscono anche la Kristni saga.
La scrittura delle Saghe degli Islandesi cominciò con gli Sturlungar, e molte di quelle scritte prima del 1280 furono scritte su loro commissione.